# Islambek Quat
Islambek Jerschanuly Quat (kasachisch Исламбек Ержанұлы Қуат İslambek Erjanūly Quat, russisch Исламбек Куат / Islambek Kuat; engl. Transkription Islambek Kuat; * 12. Januar 1993 in Aqadyr) ist ein kasachischer Fußballspieler, der seit März 2021 beim FK Astana unter Vertrag steht.

## Karriere

### Verein
Quat begann seine Karriere 2010 bei Lokomotive Astana. Zunächst wurde er hier für die zweite Mannschaft eingesetzt, für die er ein Spiel absolvierte und anschließend an den Zweitligisten Oqschetpes Kökschetau ausgeliehen wurde. Er absolvierte während der Saison 2011 für den Verein 26 Spiele und wurde am Ende der Saison als bester junger Spieler der Ersten Liga ausgezeichnet. Nachdem Quat mit Kökschetau den Aufstieg in die Premjer-Liga geschafft hatte, wechselte er auf Leihbasis zum FK Aqtöbe. Sein Debüt für Aqtöbe gab er am 10. März 2012 gegen Qaisar Qysylorda (2:0). Am 23. September 2012 erzielte er sein erstes Profitor beim 2:0-Auswärtssieg gegen den FK Atyrau.
Zur Saison 2013 kehrte Quat wieder zum FK Astana zurück und absolvierte 17 Spiele und erzielte dabei zwei Tore. Sein Europa-League-Debüt gab er am 4. Juli 2013 bei der 0:1-Niederlage gegen Botew Plowdiw aus Bulgarien. Nachdem er in der folgenden Saison nur zweimal im Aufgebot von Astana stand, unterzeichnete er am 23. Juni 2014 einen Vertrag beim Ligakonkurrenten Qairat Almaty. Von dort wechselte er Anfang 2020 zuerst bei den FK Orenburg und sechs Monate später zum FK Chimki nach Russland. Seit dem 16. März 2021 steht Quat erneut beim FK Astana unter Vertrag steht.

### Nationalmannschaft
Islambek Quat stand im Aufgebot der kasachischen U-17-Nationalmannschaft und der U-19-Nationalmannschaft. Für die U-21-Nationalmannschaft Kasachstans absolvierte er am 8. Juni 2012 gegen Frankreich sein erstes Spiel. Sein erstes Tor für die U-21-Junioren erzielte er beim 3:2-Sieg gegen Island am 5. März 2014. Seit 2015 spielt Quat auch regelmäßig für die kasachische A-Nationalmannschaft und absolvierte bisher 40 Partien, in denen er sechs Treffer erzielen konnte.

## Erfolge
FK Qairat Almaty
- Kasachischer Pokalsieger: 2014, 2015, 2017, 2018
- Kasachischer Supercupsieger: 2016, 2017